# Dizmo
Dizmo (desueto Dismo; in croato Dicmo) è un comune della Regione spalatino-dalmata in Croazia. Al censimento del 2011 possedeva una popolazione di 2.820 abitanti.
Il nome deriva dal latino Ad decimum lapidem o Ad decima milia passuum, dal castro posto da Publio Cornelio Dollabella sulla via che portava da Salona verso Siscia.

## Località
Il comune di Dizmo è suddiviso in 7 frazioni (naselja) di seguito elencate. Tra parentesi il nome in lingua italiana, generalmente desueto.
- Ercegovci (Erzano[5])
- Kraj (Crai[6])
- Krušvar
- Osoje
- Prisoje (Prissoie[7])
- Sičane
- Sušci